# Cyrus Simpson
Cyrus est un personnage fictif de la série animée télévisée Les Simpson.
On ne sait pratiquement rien de Cyrus, sauf qu'il est le frère ainé d'Abraham Simpson. Il a combattu a ses côtés durant la Seconde Guerre mondiale, jusqu'à ce que son avion s'écrase sur les îles Tahiti. Il y vit depuis lors, avec ses 14 épouses et ses maîtresses.